# Curtom Records
Curtom Records — американський лейбл звукозапису, створений 1968 року.
Лейбл Curtom Records був започаткований в Чикаго 1968 року. Його засновниками стали Кертіс Мейфілд, лідер гурту The Impressions, та музичний продюсер того ж гурту Едді Томас. Незвична назва «Кертом» походила від перших літер імен та прізвищ засновників — Кертіс та Томас.
Найбільшою зіркою Curtom Records був гурт The Impressions. Серед інших виконавців лейлу — співаки Бейбі Х'юї та Джин Чендлер, співачка Голлі Ті Максвелл, соул-колектив Five Stairsteps, та багато інших темношкірих артистів. На початку 1970-х років шляхи Мейфілда і Томаса розійшлися, і останній заснував власну промоутерську компанію Thomas Associates. Найбільшим успіхом Curtom Records став сингл «Let's Do It Again» гурту The Staple Singers, який очолив національний хіт-парад. Проте в другій половині 1970-х років музика соул стала поступатися популярністю диско та фанку, і 1980 року лейбл Curtom Records був закритий. 